# Buckland Ripers
Buckland Ripers – osada w Anglii, w hrabstwie Dorset. Leży 8 km na południowy zachód od miasta Dorchester i 192 km na południowy zachód od Londynu.